# Kremencsuk
Kremencsuk (ukránul: Кременчук) járási jogú város Ukrajna Poltavai területén, a Kremencsuki járás székhelye.

## Fekvése
A Dnyeper középső folyásánál fekszik, annak bal partján terül el. A területi központtól, Poltavától 115 km-re, a fővárostól 290 km-re található. 

## Gazdasága
Jelentős ipari központ, legfontosabb iparágak a fémfeldolgozás és gépipar, az olajipar és a vegyipar, emellett élelmiszeripara is jelentős. Egyik legfontosabb ipari vállalata az AvtoKrAZ járműgyártó cég.

## Népessége
| Lakosok száma | 24 000 | 37 600 | 63 007 | 57 331 | 148 117 | 244 500 | 227 611 | 225 216 | 221 251 | 215 271 |
|               | 1858   | 1873   | 1897   | 1926   | 1970    | 1992    | 2010    | 2015    | 2018    | 2022    |

Ukrajna 29. legnépesebb városa, becsült lakossága 2014. január 1-jén 228,5 ezer fő volt.